# Alfonso Herrera Rodríguez
Alfonso Herrera Rodríguez (Ciutat de Mèxic, 28 d'agost de 1983) és un actor i cantant mexicà, conegut per protagonitzar Clase 406 (2002), Rebelde (2004), RBD: La Familia (2007), Mujeres Asesinas (2009) Camaleones (2009), El Equipo (2011), Sense8 (2015-2018) i El Dandi (2015). Va obtenir fama internacional com a membre del grup de pop RBD nominat pels Grammy llatins (2004-2009). També ha protagonitzat pel·lícules com Amarte Duele (2002), Venezzia (2009), Espectro (2013), La Dictadura Perfecta (2014) i L'escollit (2016).